# Harry Kelly

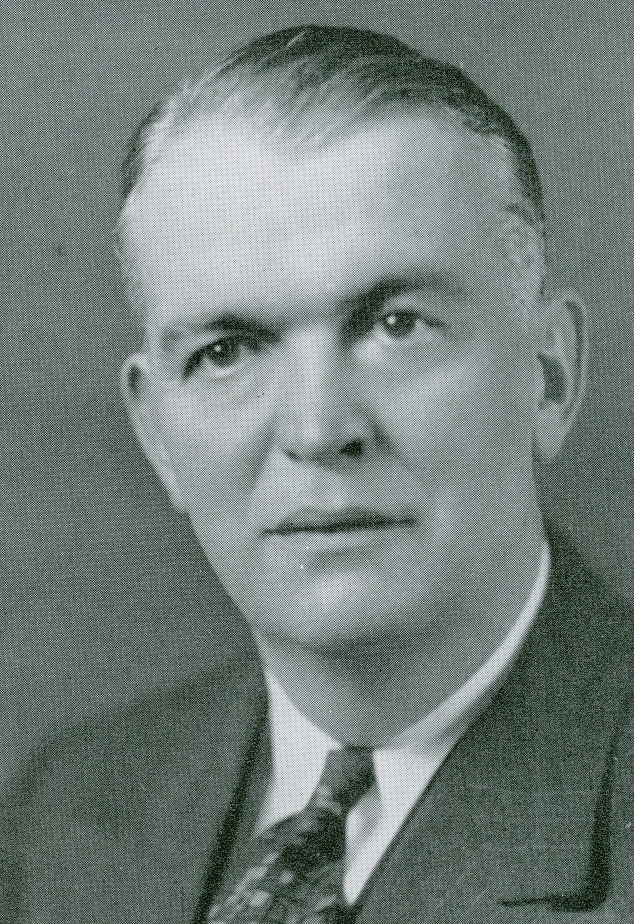
Harry Kelly

Harris Francis „Harry“ Kelly (* 19. April 1895 in Ottawa, Illinois; † 8. Februar 1971 in West Palm Beach, Florida) war ein US-amerikanischer Jurist und Politiker und von 1943 bis 1947 der 39. Gouverneur des Bundesstaates Michigan.

## Frühe Jahre und politischer Aufstieg
Harry Kelly besuchte bis 1917 die University of Notre Dame, wo er Jura studierte. Während des Ersten Weltkrieges kämpfte er in der US Army in Europa. Dabei verlor er ein Bein. Nach seiner Heimkehr begann er eine Karriere im öffentlichen Dienst. Zwischen 1920 und 1924 war er Bezirksstaatsanwalt im LaSalle County. Nach dem Ende seiner Amtszeit folgte er seinem Vater, der nach Detroit in Michigan gezogen war. Gemeinsam mit ihm und einem anderen Bruder namens Emmett gründeten sie dort eine Anwaltskanzlei. Zwischen 1930 und 1934 war Kelly stellvertretender Staatsanwalt im Wayne County.

## Politische Laufbahn
Kelly war Mitglied der Republikanischen Partei. Zwischen 1939 und 1943 amtierte er als Secretary of State von Michigan. Am 3. November 1942 wurde er zum Gouverneur seines Staates gewählt.
Kelly trat sein neues Amt am 1. Januar 1943 an. Nach einer Wiederwahl im Jahr 1944 konnte er es bis zum 1. Januar 1947 ausüben. Zu Beginn seiner Amtszeit war der Zweite Weltkrieg noch in vollem Gange und der Gouverneur unterstützte die Kriegsanstrengungen der Bundesregierung. Nach dem Ende des Krieges im Jahr 1945 musste auch in Michigan die Industrieproduktion wieder auf den zivilen Bedarf zurückgefahren werden, und die heimkehrenden Soldaten mussten wieder in die Gesellschaft eingegliedert werden. Außerdem mussten die Kriegsinvaliden versorgt werden. Innenpolitisch wurde der Regierungsapparat umstrukturiert. Eine Untersuchungskommission wurde eingesetzt, um eine eventuelle Misswirtschaft innerhalb der Staatslegislative zu überprüfen. Im Juni 1944 nahm Kelly als Delegierter an der Republican National Convention in Chicago teil, auf der Thomas E. Dewey als Präsidentschaftskandidat nominiert wurde.
Kelly verzichtete 1946 auf eine dritte Amtszeit und musste daher am 1. Januar 1947 aus seinem Amt ausscheiden. Auch nach dem Ende seiner Gouverneurszeit blieb Kelly politisch aktiv. Im Jahr 1950 bewarb er sich doch noch einmal um den Gouverneursposten. Er verlor hauchdünn gegen den Demokraten G. Mennen Williams. Zwischen 1954 und 1971 war er Richter am Michigan Supreme Court. Er starb 1971. Harry Kelly war mit Anne V. O’Brian verheiratet, mit der er sechs Kinder hatte. Sein Sohn Brian (1931–2005) wurde als Hauptdarsteller der TV-Serie Flipper bekannt.